# Antônio Pereira Rebouças Filho
Antônio Pereira Rebouças Filho (Cachoeira, 13 de junho de 1839 – São Paulo, 24 de maio de 1874) foi um engenheiro militar brasileiro, que obteve notoriedade ao, junto a dois sócios, reformar a ligação de Antonina a Curitiba, conhecida como Estrada da Graciosa.
Após o término da obra, Rebouças e seus sócios no ano de 1870 logram a Concessão Imperial para a construção da Estrada de Ferro Paranaguá-Curitiba, porém decorridos dois anos e sem conseguir constituir a Empresa para a construção e sem nenhum projeto feito, acabaram por perder o prazo em 1872 e, mesmo após conseguirem prorrogação, diante das dificuldades financeiras, transferiram a concessão para o Barão de Mauá, que também acabou perdendo a concessão, desta vez em definitivo. Em 1873 foi contratado pela Companhia Paulista de Estrada de Ferro Jundiahy a Campinas como engenheiro-chefe, responsável pela construção do prolongamento da Estrada de Ferro de Campinas a Limeira e Rio Claro, onde contraiu febre tifóide a serviço em 1874, vindo a óbito na Cidade de São Paulo para onde se deslocou de modo a fazer tratamento.

## Carreira
Pela antiga Escola Militar, recebeu o grau de Bacharel em ciências físicas e matemáticas e carta de Engenheiro militar. Em 1858, seguiu à Europa especializar-se em construção de estradas de ferro e portos marítimos. Regressando ao Brasil, trabalhou em diversos projetos. Junto com dois sócios fizeram a reforma  da Estrada da Graciosa. Após o término desta obra, os três sócios entraram em 1870 com pedido de Concessão Imperial para a construção de uma Ferrovia entre Antonina e Curitiba, Porém, depois de dois anos não conseguiram capital financeiro para constituição da empresa para dar inícios as obras, sequer fizeram projeto. Pediram prorrogação do prazo de Concessão, porém vendo que não conseguiriam cumprir, acabaram transferindo para o Barão de Mauá, que também não consegue tocar adiante. Em 1873 é contratado pela Companhia Paulista de Estrada de Ferro Jundiahy a Campinas como Engenheiro em Chefe do prolongamento da ferrovia até São João do Rio Claro, porém, durante os trabalhos de campo nas matas, contrai febre tifóide e vem a óbito em 1874 na Cidade de São Paulo, onde veio se tratar.
A ponte ferroviária da Companhia Paulista sobre o Rio Piracicaba foi metálica, e não em concreto armado, e foi construída em 1875, um ano após o falecimento de Antônio Rebouças. Ela foi encomendada para uma Empresa Britânica no mesmo ano que foi instalada.

## Família Rebouças

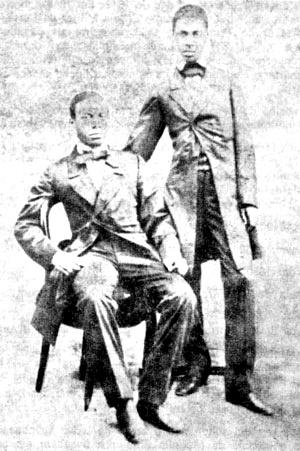
André Rebouças e seu irmão Antônio Rebouças

Antônio Rebouças Filho era irmão de José Rebouças e André Rebouças, também engenheiros. André teve intensa participação na abolição da escravatura. Os três eram filhos de Carolina Pinto Rebouças e Antônio Pereira Rebouças, político e jornalista, filho de uma escrava alforriada e um alfaiate português. Foi sobrinho do Dr. Manuel Maurício Rebouças, médico, professor da Faculdade de Medicina da Bahia e combatente da Guerra de Independência do Brasil.

## Toponímia
O túnel Rebouças, no Rio de Janeiro, foi assim nomeado em memória de André e Antônio Rebouças. Os irmãos Rebouças também são homenageados em outras cidades do Brasil, como Porto Alegre (rua Engenheiro Antônio Rebouças) e Curitiba (bairro Rebouças e Rua Engenheiros Rebouças). O nome da cidade de Rebouças (Paraná) também é uma homenagem ao engenheiro Antônio Rebouças, enquanto que a avenida Rebouças, na cidade de São Paulo (originalmente chamada rua Doutor Rebouças) homenageia seu irmão, o também engenheiro André Rebouças.